# مارسل دولانوا
مارسل دولانوا (انگلیسی: Marcel Delannoy؛ ‏ ۹ ژوئیهٔ ۱۸۹۸ – ۱۴ سپتامبر ۱۹۶۲) آهنگساز اهل فرانسه بود.
از فیلم‌هایی که وی در آن‌ها نقش داشته‌است، می‌توان به ولپن اشاره نمود.